# Paul A. Wuori

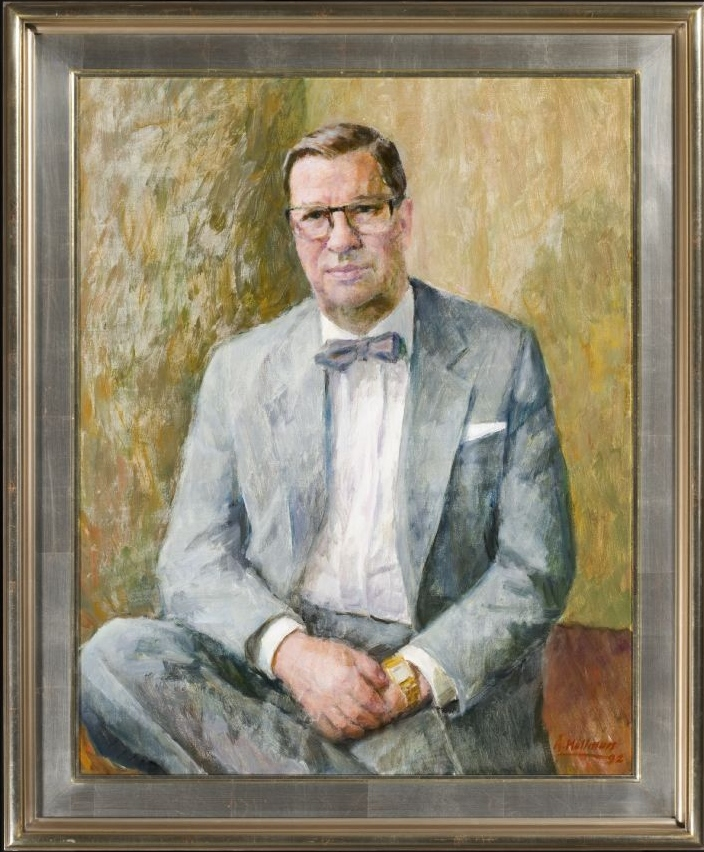
Åke Hellman: Porträtt av Paul A. Wuori (1992).

Paul Adolf Wuori, född 1 augusti 1933 i Grankulla, död 14 juni 2015, var en finländsk ingenjör.
Wuori blev student 1951, diplomingenjör 1960, teknologie licentiat 1970 och teknologie doktor i Helsingfors 1972. Han var vid Tekniska högskolan i Helsingfors assistent 1960–1962, laboratorieingenjör 1962–1973, tillförordnad professor 1968–1973, professor i läran om hydrauliska maskiner 1973–1985 och högskolans rektor 1979–1985. Han har publicerat vetenskapliga arbeten bland annat om gasdynamik.